# Musée archéologique de Tétouan

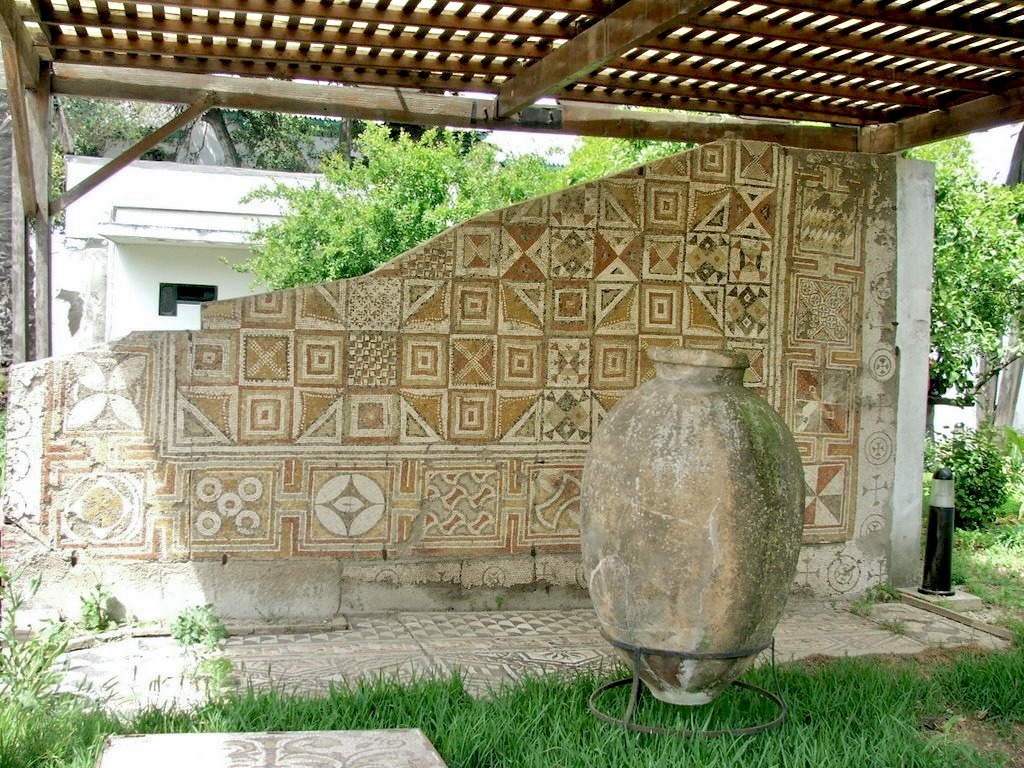
Mosaïque romaine de Lixus.

Le musée archéologique de Tétouan est un musée marocain situé dans la ville de Tétouan. Crée à la fin des années 1930 et inauguré le 19 juillet 1940, il est destiné à évoquer l'histoire du Maroc en particulier celle du nord du pays, depuis la Préhistoire jusqu'à l'époque islamique. Le musée abrite les premières œuvres découvertes lors des fouilles entreprises en 1921 à Tamuda et en 1923 à Lixus.